# Asman Bolaghi
Asman Bolaghi – wieś w Iranie, w ostanie Azerbejdżan Zachodni, w szahrestanie Takab. W 2006 roku liczyła 127 mieszkańców.